# 픽셀 태블릿

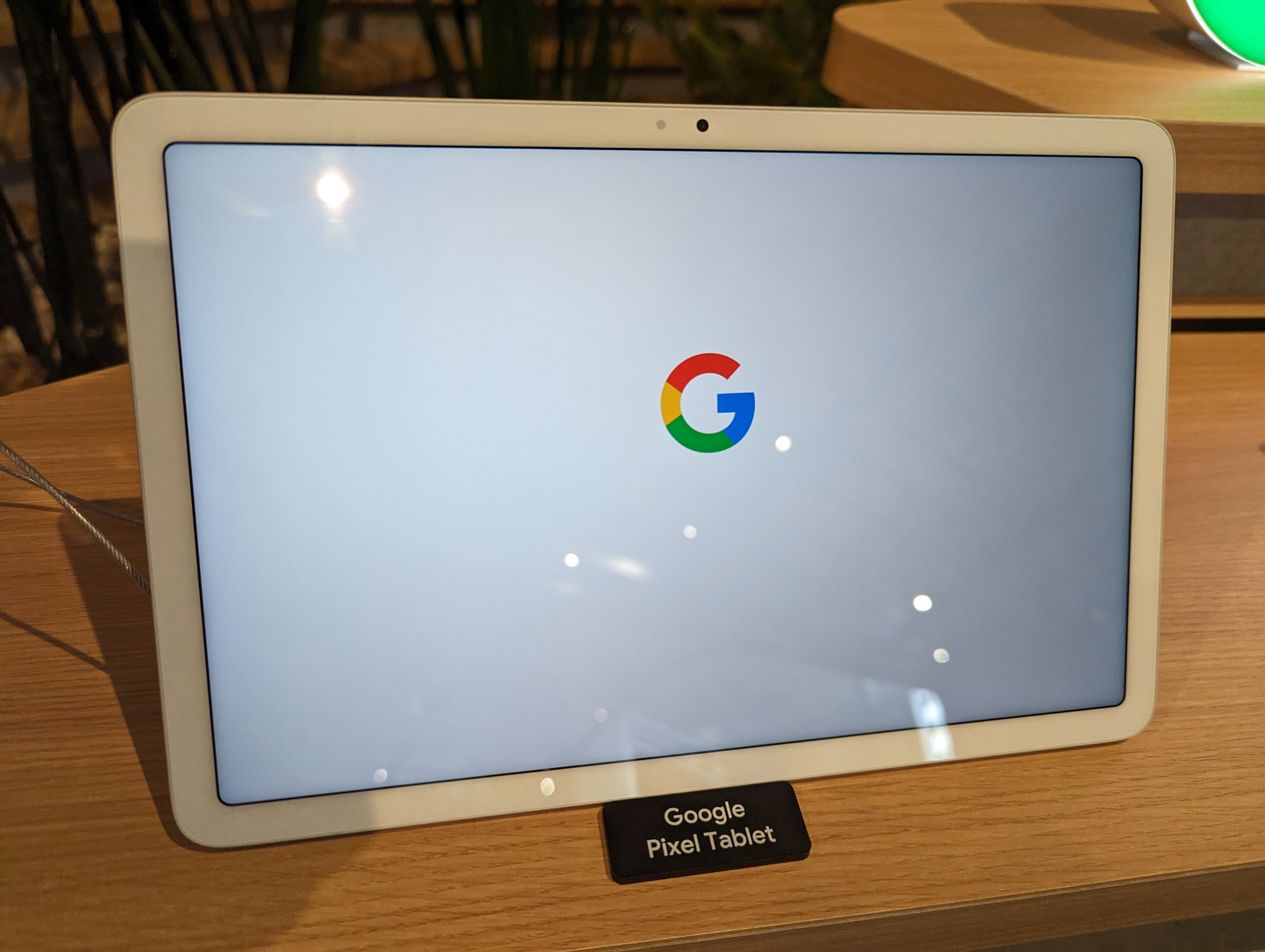
Pixel Tablet

픽셀 태블릿(영어: Pixel Tablet)은 구글이 설계, 개발, 판매하는 안드로이드 태블릿 컴퓨터이다. 2022년 5월 구글 I/O 키노트에서 프리뷰되었으며, 2022년 10월 6일, Made by Google 이벤트에서 공식적으로 공개하였다. 2023년에 출시될 예정이다.

## 역사
2019년 6월, 구글은 비즈니스 인사이더와 컴퓨터월드에 자사의 하드웨어 부문이 더 이상 태블릿을 개발하지 않을 것이라고 밝혔다. 픽셀 슬레이트의 후속작과 발표되지 않은 두 개의 태블릿에서 생산이 중단되었으며, 회사는 픽셀북 노트북 시리즈에 다시 관심을 집중시켰다. 2022년 3월, 9 to 5 Google은 탈부착 가능한 태블릿 스타일의 화면을 가진 네스트 허브와 유사한 구글 어시스턴트 기반 스마트 디스플레이를 개발하고 있다고 보고했다. 구글은 5월 11일 2022년 구글 I/O 기조연설에서 다음 해에 출시될 구글 텐서 시스템 온 칩(SoC)으로 구동되는 픽셀 브랜드 안드로이드 태블릿의 프리뷰를 공개했다. 이 태블릿은 그 달 말에 유니버설 스타일러스 이니셔티브에 의해 인증되었으며 스타일러스 펜에 대한 지원을 나타냈다. 구글은 10월 6일 2022 Made by Google 행사에서 픽셀 태블릿을 공식 발표했다.

## 사양

### 하드웨어
픽셀 태블릿이 2세대 텐서 프로세서와 네스트 허브와 같은 도크 액세서리를 탑재할 것이라는 것이 10월 6일 픽셀 행사에서 밝혀졌다.

### 소프트웨어
안드로이드 13이 탑재된다.

## 반응
더 버지의 디터 본은 구글이 추가 태블릿 개발 계획을 포기했다고 발표한 후 구글의 "태블릿 상의 안드로이드와 크롬 OS에 대한 제도적 무시"를 비판하면서 구글의 많은 태블릿 노력이 단순히 회사의 우선순위가 아니었기 때문에 실패했다고 언급하고 구글이 "ca"하기 어려울 것이라고 의견을 밝혔다. 애플의 아이패드 프로와 함께"를 업데이트한다. 픽셀 태블릿과 픽셀 워치가 2022년 구글 I/O에서 발표된 후, 더 버지의 존 포터는 구글이 애플의 "월드가든" 생태계 전략에 미묘한 접근을 하고 있다고 그의 동료 댄 시퍼트가 태블릿의 디자인이 매력적이지 않고 저렴해 보인다고 말했다. J. R. 라파엘은 태블릿이 "프리미엄"한 외관을 보여주지 않았다고 인정했지만, 태블릿이 스마트 디스플레이와 더 비슷하다고 추측했고 구글이 아이패드와 경쟁하려고 하지 않을 수도 있다고 결론지었다.